# Sepedonophilus perforatus
Sepedonophilus perforatus är en mångfotingart som först beskrevs av Haase 1887.  Sepedonophilus perforatus ingår i släktet Sepedonophilus och familjen storjordkrypare. Inga underarter finns listade i Catalogue of Life.